# Tutti abbiamo un cuore
Tutti abbiamo un cuore è il settantaseiesimo singolo discografico di Cristina D'Avena, pubblicato nel 2010.

## Il brano
Tutti abbiamo un cuore è una canzone scritta da Luciano Beretta e Albano Bertoni su musica e arrangiamento di Giovanni D'Aquila La canzone è stata la sigla dell'anime Piccole donne durante la trasmissione sulle reti Mediaset nel 1981. Il brano è stato l'unico a non essere stato pubblicato da Five Record come singolo dell'album Do re mi... Five - Cantiamo con Five, venendo invece pubblicato come singolo promozionale in vinile nel 2010, ad opera dell'associazione TV-Pedia. Sul lato B è stata pubblicata la stessa versione del brano in quanto stando all'associazione TV Pedia né il maestro D'Aquila né RTI si trovavano in possesso della versione strumentale o della base musicale del brano.

## Tracce
- LP: SGL 45 004

Lato A
Edizioni musicali Canale 5 Music.
1. Cristina D'Avena – Tutti abbiamo un cuore – 3:42 (testo: Luciano Beretta e Albano Bertoni – musica: Giovanni D'Aquila)

Durata totale: 3:42
Lato B
Edizioni musicali Canale 5 Music.
1. Cristina D'Avena – Tutti abbiamo un cuore – 3:42 (testo: Luciano Beretta e Albano Bertoni – musica: Giovanni D'Aquila)

Durata totale: 3:42

## Produzione
- TV Pedia – Produzione artistica e grafica

## Produzione musicale e formazione
- Giovanni D'Aquila – Produzione e arrangiamento
- Tonino Paolillo – Registrazione e mixaggio al Mondial Sound Studio, Milano
- Orchestra di Augusto Martelli – Esecuzione brano
- Augusto Martelli – Direzione orchestra
- Coro di Paola Orlandi – cori[1]
- Paola Orlandi – direzione coro[1]

## Pubblicazioni all'interno di album e raccolte
| Anno | Album                                      | Titolo                 | Versione           |
| ---- | ------------------------------------------ | ---------------------- | ------------------ |
| 1982 | Do re mi... Five - Cantiamo con Five       | Tutti abbiamo un cuore | Versione originale |
| 2004 | Cristina D'Avena e i tuoi amici in TV 2004 | Tutti abbiamo un cuore | Versione originale |